# Эктопаразиты

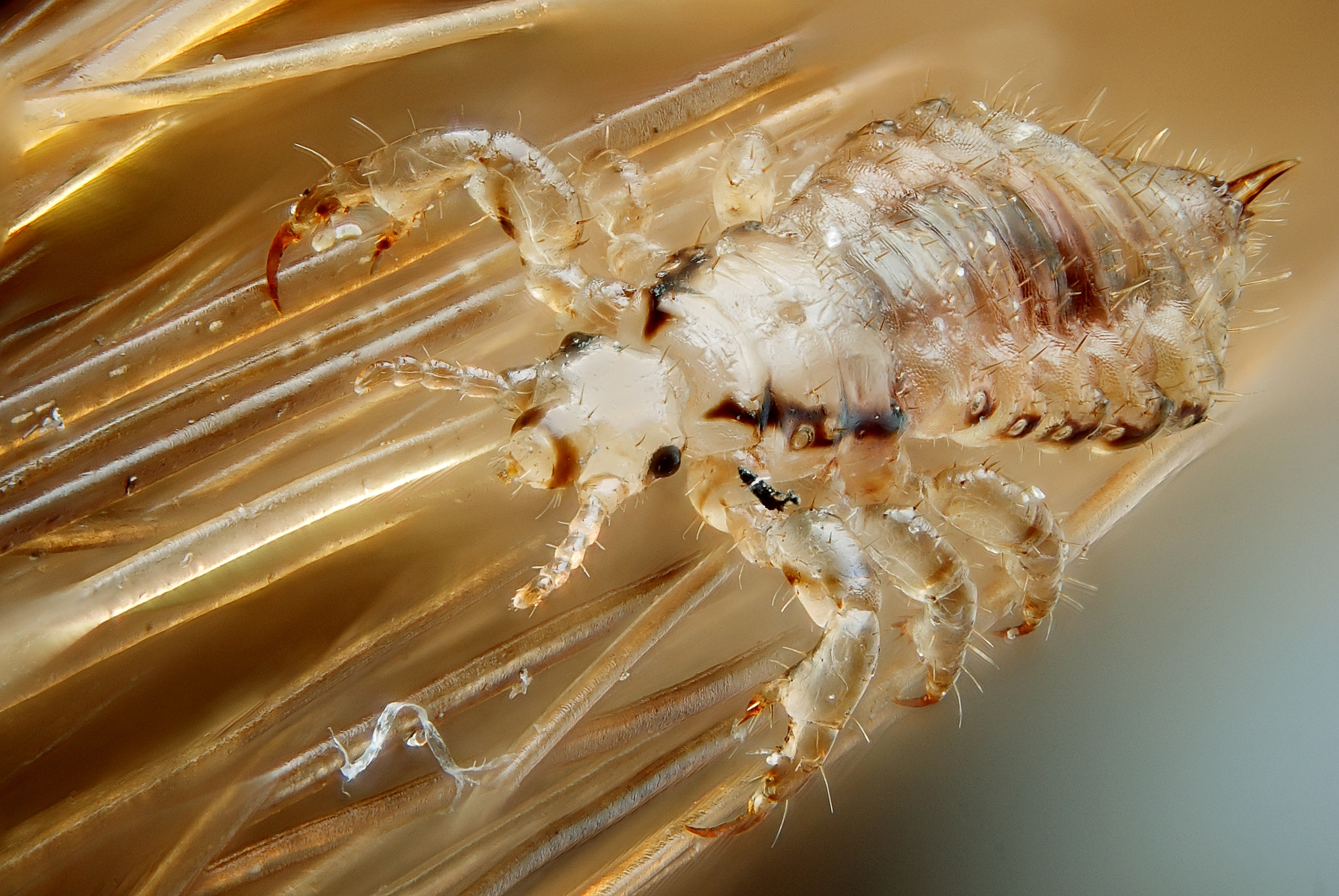
Головная вошь (Pediculus humanus capitis) — эктопаразит человека

Эктопарази́ты (от др.-греч. ἔκτος «наружный» + παράσιτος «нахлебник») — паразиты, живущие на поверхности тела и наружных органах животных и человека.
Существуют временные и постоянные паразиты. Все они снабжены разнообразными органами прикрепления — коготками, крючками, присосками и тому подобным. Примером эктопаразитов служат кровососущие членистоногие, например комары, вши и клещи. Эктопаразиты часто являются переносчиками инфекционных заболеваний, таких как чума, малярия и болезнь Лайма.
Паразитов, живущих во внутренних органах, называют эндопаразитами.